# Morne Longue (Grenada)
Morne Longue ist eine Siedlung im Parish Saint Andrew im Zentrum von Grenada.

## Geographie
Die Siedlung liegt im Zentrum der Insel, oberhalb des Tales des Balthazar Rivers auf ca. 318 m Höhe. Unterhalb des Ortes liegt Pêcher und Nianganfoix. 
Der umgebende Wald steht im Mount St. Catherine Forest Reserve unter Naturschutz.
Im Ort befindet sich die St. Agnes Roman Catholic Church.